# Bọ ngựa Trung Quốc
Bọ ngựa Trung Quốc (tên khoa học Tenodera sinensis) là một loài bọ ngựa. Chúng có nguồn gốc từ Trung Quốc, và đã được du nhập vào Bắc Mỹ khoảng năm 1895 như một nguồn kiểm soát côn trùng dịch hại. Kể từ đó, chúng đã lan rộng khắp nhiều miền nam New England, và Đông Bắc Hoa Kỳ. Con trưởng thành có chiều dài đến 10 cm, là loài bọ ngựa lớn nhất ở Bắc Mỹ. Loài này thường bị đặt tên nhầm thành Tenodera aridifolia sinensis. Khi lần đầu tiên phân loại, người ta nghĩ rằng T. sinensis là một phân loài của T. Aridifolia.
Chế độ ăn uống của chúng bao gồm chủ yếu là các loài côn trùng khác, mặc dù con cái trưởng thành đôi khi có thể ăn cả con mồi là động vật có xương sống nhỏ như loài bò sát và loài lưỡng cư (một số trường hợp ghi nhận chúng săn cả chim ruồi). Giống như một số bọ ngựa khác, chúng là loài ăn thịt đồng loại. Những con cái có thể sản xuất một cái tổ cứng có kích thước của một quả bóng bàn, số lượng chứa có thể lên đến 200 trứng. Tổ này thường gắn vào cây như cây bụi và cây gỗ nhỏ.
Màu sắc của chúng phong phú từ xanh tổng thể màu nâu với sọc ngang màu xanh lá cây trên các cạnh của cánh phía trước.